# Ana Paula dos Santos

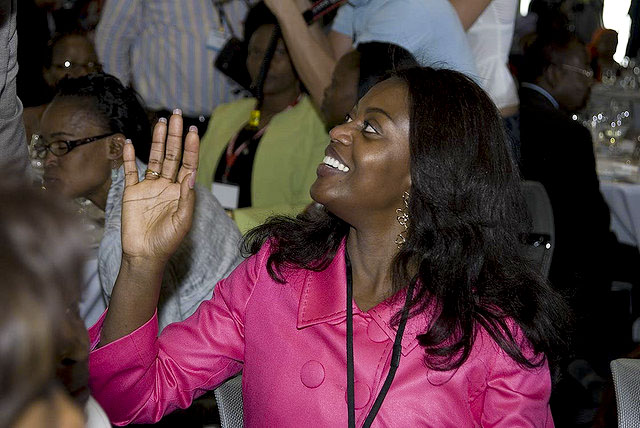
Ana Paula dos Santos

Ana Paula Cristóvão Lemos dos Santos (* 17. Oktober 1963 in Luanda, Angola) ist die vierte Frau des ehemaligen Präsidenten von Angola, José Eduardo dos Santos, und war von 1991 bis 2017 First Lady des südwestafrikanischen Landes. Sie ist ein ehemaliges Model und war später Flugbegleiterin im Flugzeug des Staatspräsidenten. Während sie bei den Präsidentschaftsflügen arbeitete, lernte sie ihren späteren Mann kennen. Zwischen den Jahren 1990 und 1994 absolvierte sie am staatlichen Institut für Erziehung eine Lehrerausbildung. Seit dem 17. Mai 1991 sind beide verheiratet und Eltern von drei Kindern, Eduane Danilo dos Santos (* 29. September 1991), Joseana dos Santos (* 5. April 1995) und Eduardo Breno dos Santos (* 2. Oktober 1998).
Ein Diplomat beschrieb den Präsidenten und die First Lady als „ein schönes Paar, elegant und teuer gekleidet, für die ganze Welt sieht es so aus, als ob sie in Südkalifornien lebten“. Im Jahr 1997 kündigte Ana Paula dos Santos undiplomatisch an, dass sie ihren fünfjährigen Sohn an der portugiesischen Schule in Luanda wegen der „schlechten Qualität“ der staatlichen Erziehung einschreiben wolle, für die viele ihren Mann verantwortlich machten. Sie versuchte auch, ihre Präsenz in administrativen Angelegenheiten spürbar zu machen, was viele Angolaner reizte. Speziell ihr Geschäftsinteresse, insbesondere Diamanten, werden in der angolanischen Öffentlichkeit äußerst kritisch kommentiert.
Sie ist Schirmherrin des Ausschusses zur Unterstützung von Frauen in ländlichen Gebieten (COMUR), der Landfrauen mit Mikrokredit-Fonds unterstützt. Sie vertrat ihr Land auf dem Mikro-Kredit-Gipfeltreffen der Staats- und Regierungschefs in Washington, USA, im Jahr 1997.
Dos Santos ist auch aktiv in ihrer Unterstützung der Minenopfer aus der Zeit des Befreiungs- und anschließenden Bürgerkrieges. Sie gründete deshalb in Angola den Lwini Fonds (pt. Fundo de Solidariedade Social Lwini), eine Stiftung der sozialen Solidarität, die sich den zivilen Opfern von Landminen widmet, insbesondere Frauen und Kindern.